# Ernst Adam
Ernst Adam, avstrijski general, * 13. december 1844, † 16. november 1908.

## Pregled vojaške kariere
Napredovanja
- generalmajor: 1. september 1905